# Mariënholm
Mariënholm is een voormalig klooster aan de Merwedestraat 43 in de Rivierenbuurt in de Nederlandse stad Groningen. Het gebouw is aangewezen als gemeentelijk monument.

## Geschiedenis

### Voorgeschiedenis
Het klooster was een stichting van de Sint-Willibrordvereniging, die in oktober 1950 de gemeente Groningen vroeg om een terrein voor de stichting van een kloostercomplex. De gemeente was toen bezig met de planvorming voor de Gruno- en Rivierenbuurt en besloot het complex daarin op te nemen. Daarvoor moest het ontwerp voor de Rivierenbuurt worden bijgesteld.
Het klooster diende voor de huisvesting van de Zusters van Onze-Lieve-Vrouw van Amersfoort. Dit was hun derde klooster: eerder waren zij gevestigd op twee andere locaties:
- van 1873 tot 1959 waren zij gevestigd in een kloostergebouw aan de Akerkhof 22, waar zij ook een school stichtten. Dit gebouw werd later verbouwd tot het Jan Tuin Centrum.
- van 1921 tot 1959 was er ook een zusterhuis aan de Tuinbouwdwarsstraat 13 in de katholieke enclave van de Heilig Hartparochie (bij de Heilig Hartkerk).

In 1947 hadden zij daarnaast een meisjesschool aan de Kraneweg.

### Bouw
De bouw van het kloostercomplex vond plaats vanaf 1956: tegelijkertijd met de uitleg van de omringende buurt.
Tot het complex behoorden het klooster Mariënholm en de huishoudschool St. Bernadette met bijbehorend internaat. De gebouwen werden door Jan Mol ontworpen in de stijl van de Bossche School. Aan noordzijde werd in 1961 de St. Willibrordusmavo geopend.
De bouw van het klooster startte rond 1955. In 1956 werd het Bisdom Groningen heropgericht. De eerste steen van de huishoudschool (nijverheidsschool) werd waarschijnlijk ook rond 1956 gelegd door bisschop Pieter Nierman. Het gebouw werd opgetrokken rond een patio en telde 32 verblijven. Beneden bevond zich de eetzaal en erboven de kerkzaal. In 1958 werd het klooster geopend en trokken de zusters in het klooster.

### Activiteiten
De zusters waren zeer actief in de maatschappij. Tot de bouw van het klooster waren zij vooral actief in het onderwijs (waaronder de in 1946 opgerichte middelbare meisjesschool St. Maartenscollege). Uit een voordracht aan de gemeenteraad blijkt dat het klooster ook vooral voor de nijverheidsschool werd gesticht. In de jaren 1960 waren er echter inmiddels voldoende leken opgeleid voor het geven van onderwijs en verlegden zij hun activiteiten naar zendingsactiviteiten in ontwikkelingslanden. 
In de loop der jaren nam het aantal zusters echter af en werden de overgebleven zusters steeds ouder. Zij verlegden hun activiteiten toen naar het opvangen van familieleden van patiënten in het Rooms Katholiek Ziekenhuis en het bieden van ondersteuning aan het bisdom, zoals op het Diocesaan Pastoraal Centrum in Assen.
In 1994 werd het klooster gesloten. De laatste 5 zusters vertrokken toen naar rusthuizen elders in het land. Daarmee kwam een einde aan het laatste vrouwenklooster van Groningen

### Latere functies
Het pand kwam daarop samen met de schoolgebouwen in handen van de vrije school, die het kloostergebouw doorverkocht aan de Groninger zakenman en pandjesbaas Hans van Dansik. Deze verhuurde het in 1995 aan het COA die er een asielzoekerscentrum (AZC) in vestigde. In 2003 werd het AZC gesloten. Na een aantal tijdelijke bestemmingen en de faillietverklaring van Van Dansik werd het pand in 2007 verkocht aan Verslavingszorg Noord Nederland (VNN), die het plan had opgevat om er jongeren met verslavings- en psychische problemen te huisvesten. Dit plan mislukte echter, waarop het pand door leegstandsbeheerder CareX werd verhuurd, vooral aan studenten. In 2011 werd het pand door de VNN verkocht aan een maatschap die er sindsdien buitenlandse studenten in huisvest.
Na de sluiting van het klooster in 1994 bleef de Oudkatholieke Kerk nog tot 2014 diensten houden in de kapel van het gebouw alvorens naar de nieuwe Martinuskerk aan de Witte de Withstraat 2 te verhuizen.

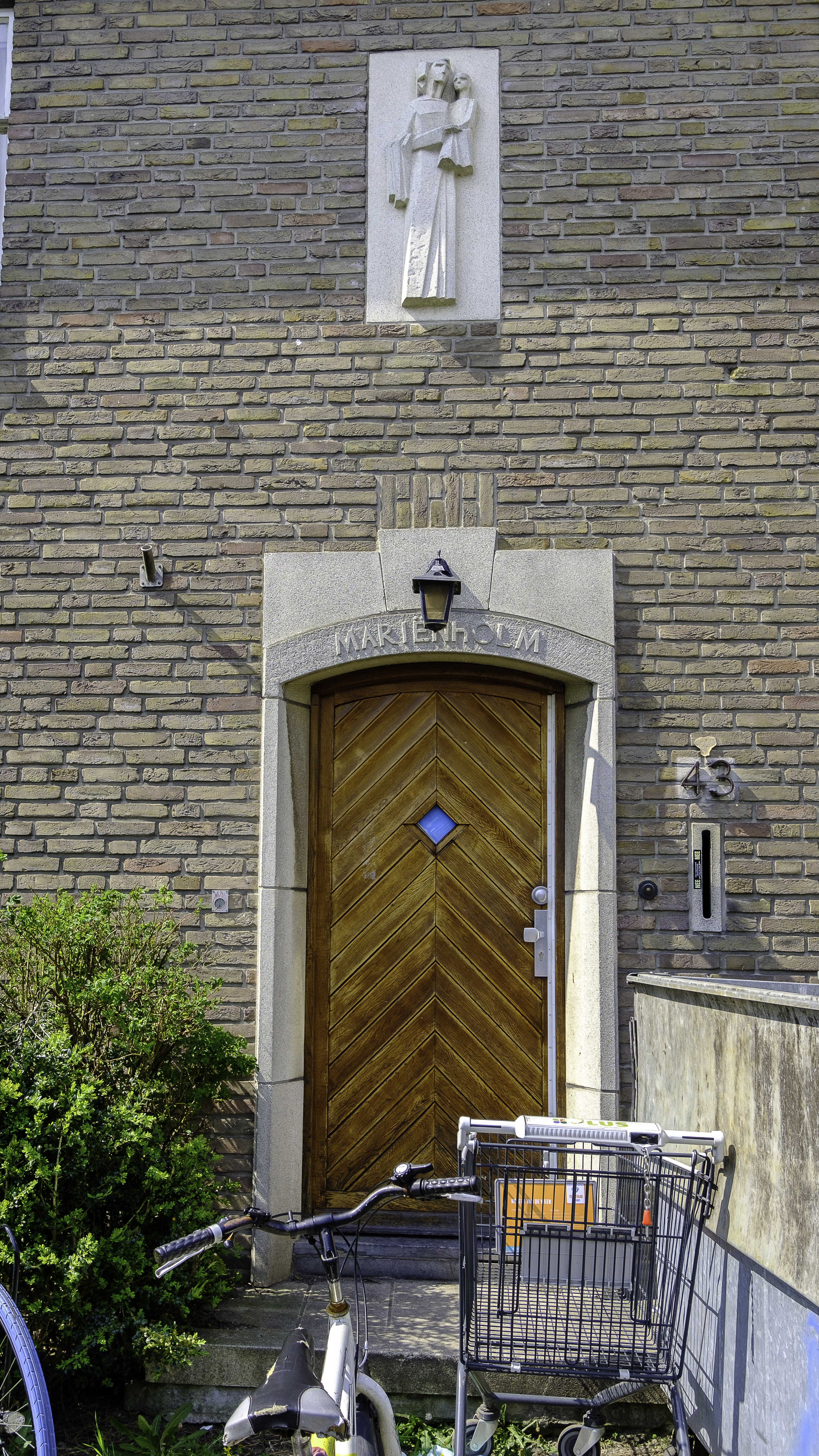
Ingang van het klooster met erboven een beeld van Maria met Kind uit 1957
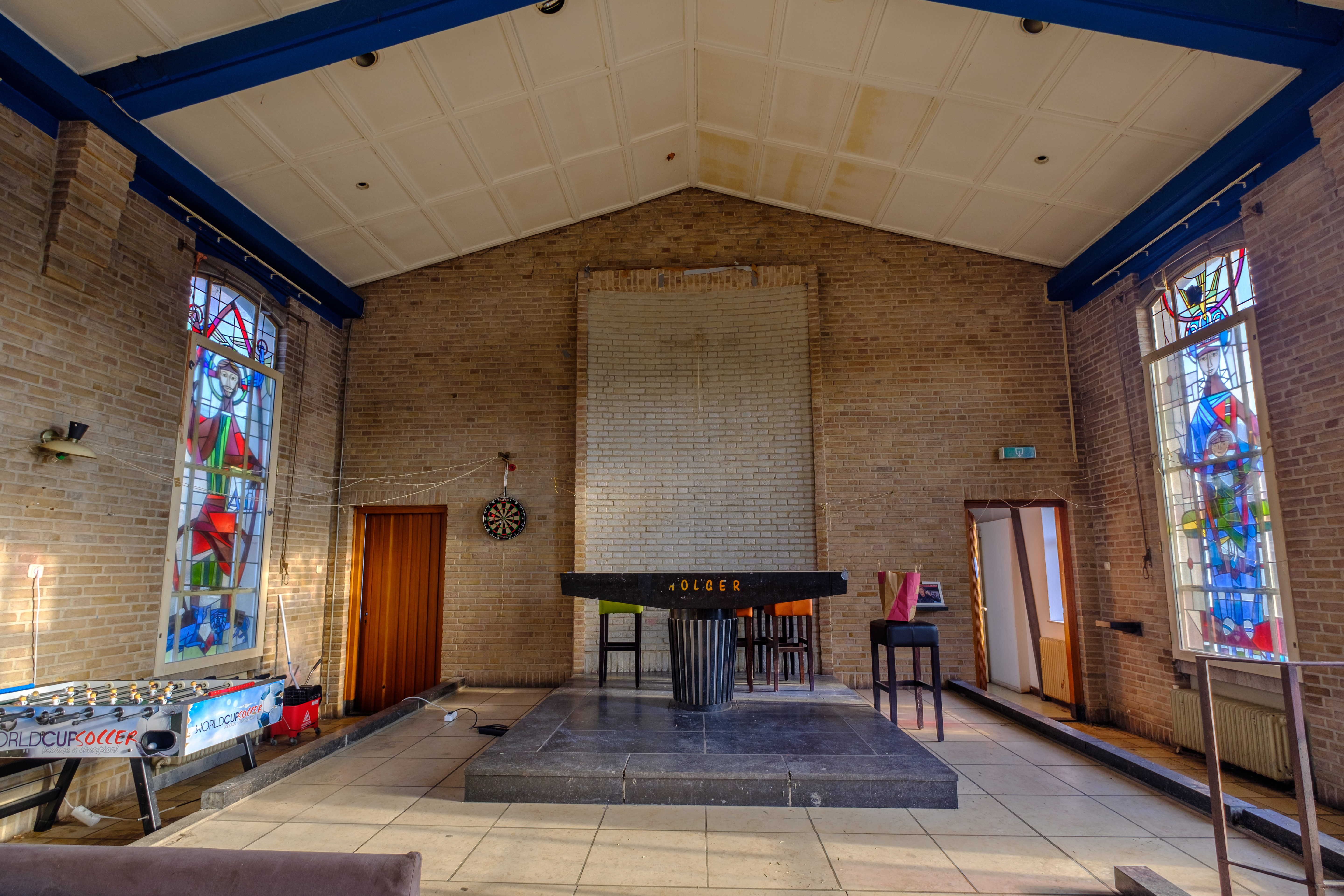
Het altaar in de kapel met gebrandschilderde glazen aan weerszijden (2023)